# 代表なき国家民族機構

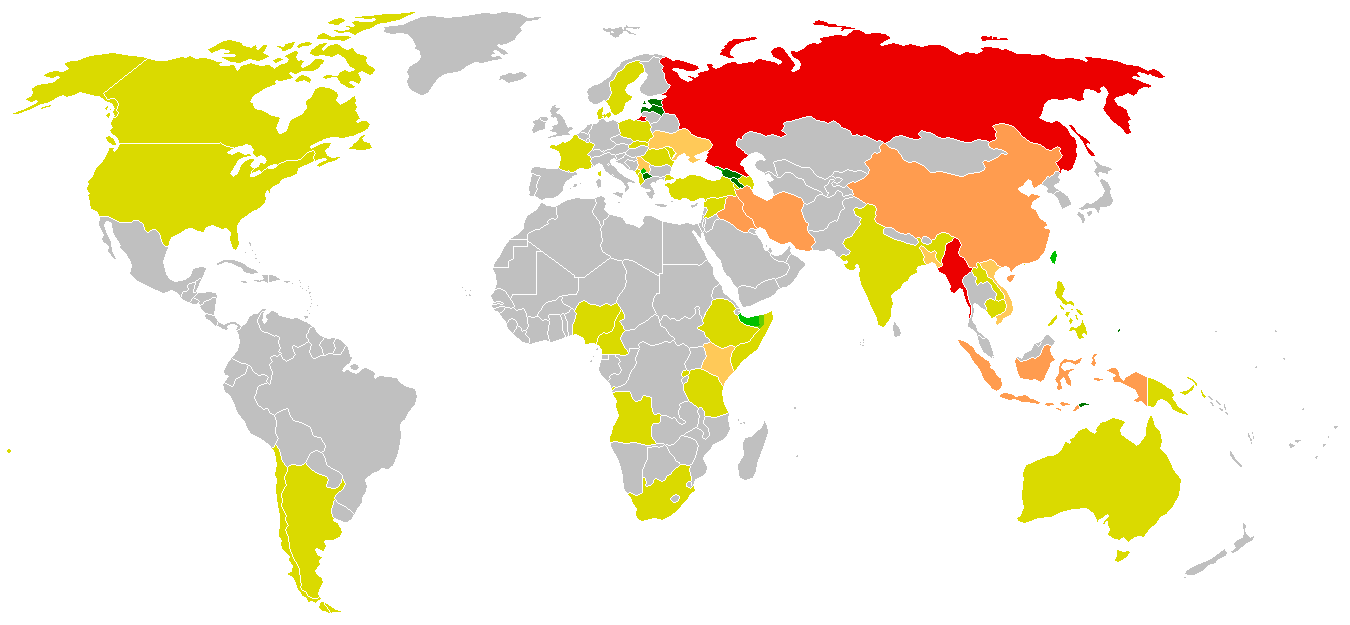
2015年時点のUNPO参加団体の分布。
かつての参加団体がある国
事実上独立した参加団体がある国
参加団体が1つある国
参加団体が2つある国
参加団体が3つある国
参加団体が4つ以上ある国

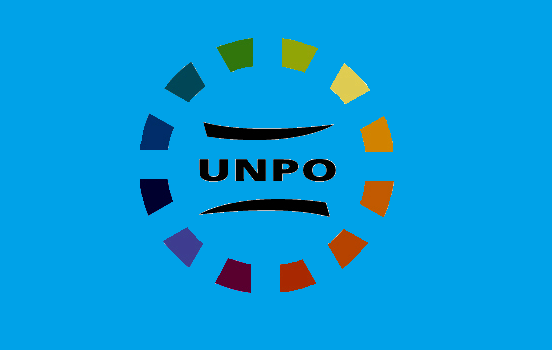
UNPOの旗

UNPOのロゴ

代表なき国家民族機構（だいひょうなきこっかみんぞくきこう）、又は、代表権をもたない国民・民族機構（だいひょうけんをもたないこくみん・みんぞくきこう）、代表のない民族と人々の機構（だいひょうのないみんぞくとひとびとのきこう）、代表権のない国家と民族の組織（だいひょうけんのないこっかとみんぞくのそしき）（英語: Unrepresented Nations and Peoples Organization、UNPO）は、代表権を持たずに取り残されている世界中の諸国民・諸人民・諸民族の声を促進し、彼らの基本的人権を擁護するために設立された国際的・非暴力・民主的な会員制の組織である。

## 概要
UNPOは、自分達の政治的・社会的・文化的な権利を防衛し、環境を保全し、自己決定権を促進するために結集した先住民族、少数民族、非承認国家、被占領領域をその会員とする。UNPO内において代表される全ての諸人民・諸民族は、国内的・国際的な統治制度における平等な代表権を認められていない、という共通の境遇の下で一致している。その結果、彼らは、国内的・国際的な舞台に参加する機会を制限されており、市民的・政治的な参加の権利を完全に実感するために、そして、経済的・社会的・文化的な発展を自治するために、苦闘している。多くのケースにおいて彼らは、暴力や抑圧の最悪の形態の支配下にある。
UNPOは、全ての会員が署名・締約する定款において以下などを掲げている。
- 民族自決権をその最も広範かつ総合的な理解に基づいて解釈すること、例えば、オートノミー[注 2]、権限委譲（英語版）[注 3]、パワー・シェアリング（英語版）[注 4]、連邦主義が含まれ、それゆえ、いずれの形態においても分離主義 (secessionism) に対する狭量な関心や訴追を拒否すること[15]。
- 世界人権宣言、国際人権規約、先住民族の権利に関する国際連合宣言、その他の諸条約に定められた人権を堅持すること[15]。
- 個人の権利が、集団アイデンティティ（英語版）[注 5]、信仰 (religious beliefs) 、意見 (opinions) 、尊厳 (Dignity) などについての表現の自由 (free expression) を含む、集団の権利（英語版）の承認・保護に、密接に結び付いていることを意識・理解する (aware) こと[15]。
- 民主的な多元主義の原則を順守し、全体主義や宗教的不寛容を拒否すること[15]。
- 非暴力を促進し、テロリズムや暴力を政策の手段として使用することを拒否すること[15]。
- 環境を保全すること[15]。

## 沿革
1980年代の終わり、共産主義者による弾圧の下にあった人々の亡命指導者である、エストニア会議のレナルト・マル、世界ウイグル会議のエルキン・アルプテキン、チベットのための国際キャンペーンのロディ・ギャリらにより、ダライ・ラマ14世の国際法アドバイザーとして知られるマイケル・ヴァン・ウォルト・ヴァン・プラーグと共に、構想された。
1991年2月11日、オランダ・ハーグの平和宮にて、オーストラリアン・アボリジナル、アルメニア人、クリミア・タタール人、コルディリェラ人、東トルキスタン（ウイグル）人、エストニア人、ジョージア（旧・グルジア）人、アルバニアにおけるギリシャ人、クルド人、ラトビア人、パラオ人、チベット人、台湾人、タタール人、パプア人（西パプア）の各々に属する運動の代表者たちによって設立され、その数ヶ月後に、アブハズ人、アチェ人（アチェ）、アッシリア人、ジュマ人 (Jumma people) （チッタゴン丘陵地帯）、南モルッカ人、ブーゲンビル人、チェチェン人、コソボ人、ザンジバル人、イラクにおけるトルクメン人らからの代表者たちが合流した。
2022年3月よりはエドナ・アダン・イスマイルが組織の代表を務めている。

## 会員
本節の出典は。

### アジア
- アチェ人（アチェ / アチェ・スマトラ民族解放戦線として）
- アワジ・アラブ人（英語版）（フーゼスターン州 / アワズ民主連帯党（英語版）として）
- アッシリア人（アッシリア人世界同盟（英語版）として）
- バローチスターン（バローチ人）
  -  バローチスターン州（パキスタン領バローチスターン）（バローチスターン民族党（英語版）として）
  - 西バローチスターン（イラン領バローチスターン）（バローチスターン人民党（Balochistan People's Party）として）
- チッタゴン丘陵地帯（ジュマ人 (Jumma people)  / チッタゴン丘陵地帯統一人民党（英語版）として）
- 東トルキスタン（ウイグル / 世界ウイグル会議として）
- ギルギット・バルティスタン（ギルギット管区（英語版）・バルティスターン管区（英語版）・ディアマー管区（英語版） / ギルギット・バルティスターン / ギルギット・バルティスタン民主同盟（英語版）として）
- モン族 (Hmong)（世界モン族会議として）
- イランのクルド人（英語版）（イラン・クルディスタン民主党（英語版）として）
- クメール・クロム（英語版）（クメール・カンプチア・クロム連盟（英語版）として）
- レズギ人（連合レズギ民族・文化自治（Federal Lezghin National and Cultural Autonomy）として）
- マデシ（独立マデシ同盟（英語版）として）
- ナガ族（ナガランド州 / ナガリム民族社会主義会議（英語版）として）
- シンド州（シンド人 / 世界シンド人会議（英語版）として）
- 南アゼルバイジャン（イラン領アゼルバイジャン）（南アゼルバイジャン民族覚醒運動（英語版）として）
- 南モンゴル（内蒙古）（南モンゴル人権情報センター（Southern Mongolian Human Rights Information Center）として）
- スールー （スールー九民族部族財団として）
- 台湾（台湾民主基金会として）[16]
- チベット（チベット民族 / ガンデンポタンとして）

### オセアニア
- グアム
- 南モルッカ（南マルク共和国（英語版）として）
- 西パプア人 （自由パプア運動）

### アフリカ
- アフリカーナー（自由戦線プラス（アフリカーンス語版、英語版）として）
- アンバゾニア (Ambazonia)
- ベラ族 (Ikelan)  （マラ文化保存のためのマリ協会として）
- ビアフラ（ビアフラの主権国家の実現のための運動（英語版））
- バロッツェランド（英語版）（バロッツェ民族自由同盟（Barotse National Freedom Alliance）として）
- ハラティン（英語版）（奴隷制度廃止運動再生イニシアティヴ（英語版）として）
- カビール人（カビリア（フランス語版、英語版） / カビリア自己決定運動（フランス語版、英語版）として）
- オガデン（オガデン部族（英語版） / オガデン民族解放戦線として）
- オゴニ（オゴニ民族生存運動として）
- オロモ人（オロミア州 / オロモ解放戦線（オロモ語版、英語版）として）
- レホボス・バスター
- ソマリランド（ソマリランド政府として）
- 西トーゴランド（Homeland Study Group Foundationとして）
- ヨルバ人（ヨルバ世界会議として）
- ザンベジア（ザンベジア川の民族生存運動として）

### アメリカ大陸
- コロンビア特別区（コロンビア特別区における州昇格運動（英語版） / D.C.州昇格議会代表団 (D.C. Statehood Congressional Delegation) として）

### ヨーロッパ
- アブハジア（アブハズ人 / アブハジア共和国外務省として）
- クリミア・タタール人（クリミア・タタール民族議会（英語版）として）
- ブルターニュ（ブルターニュ地域圏）
- カタルーニャ州（カタルーニャ人 / カタルーニャ国民会議として）
- サヴォワ

## かつての会員
本節の出典は。

### 独立国家として国際連合に加盟
- アルメニア（アルメニア人）
- パラオ （ベラウ）（パラオ人）
- 東ティモール
- エストニア（エストニア人）
- ジョージア（ジョージア人）
- ラトビア（ラトビア人）

### アジア
- ビルマ
- チン
- コルディリェラ
- デガ・モンタニャール（英語版）
- イラクにおけるクルド人（英語版）（クルド人 / クルディスタン / クルディスタン地域）
- イラクにおけるトルクメン人
- カレン族
- ハリスタン（英語版）
- モン州
- モロ
- シャン族
- 南アラビア
- タリシュ人

### オセアニア
- オーストラリアのアボリジナル
- ブーゲンビル州（ブーゲンビル島）
- カラフイ・ハワイ（英語版）
- マオヒ（英語版）（フランス領ポリネシア）

### アフリカ
- アマーズィーグ（アマジグ人）
- バトゥワ (en:Batwa) （トゥワ (en:Twa)  (en:Great Lakes Twa)  / ピグミー (en:Pygmy peoples)  (en:African Pygmies) ）
- カビンダ
- マサイ族
- 南カメルーン
- ヴァヴェンダ（英語版）（ヴェンダ）
- ザンジバル

### アメリカ大陸
- バッファロー川・ディネ・ネイション（英語版）（ディネ）
- ラコタ（ラコタ共和国 / スー族）
- ラテンアメリカ先住民族
- マプチェ族
- アリドアメリカとバルサ（英語版）のナワ人
- ヌハルク・ネイション（英語版）（ヌハルク族（英語版））
- ツィムシアン族（英語版）（ツィムシアン語）

### ヨーロッパ
- アルバニア人（大アルバニア）
  -  北マケドニアにおけるアルバニア人（英語版）
  -  チャメリア（チャム・アルバニア人（英語版））
  -  コソボ
- ガガウズ自治区
- アルバニアにおけるギリシャ人（英語版）
- ルーマニアにおけるハンガリー人（英語版）
- ルシン人
- サンジャク (en:Sanjak) （サンジャク (地名)）
- スコーネ地方
- トリエステ自由地域

### 現在のロシア領
- バシコルトスタン共和国（バシキール人）
- ブリヤート共和国（ブリヤート人）
- チェチェン・イチケリア共和国（チェチェン人）
- チュヴァシ共和国（チュヴァシ人）
- チェルケシア（チェルケス人 / アディゲ人 / カバルド人）
  - 北コーカサスの西半分にあたり、現在の（西から） クラスノダール地方の南半分、 アディゲ共和国、 カラチャイ・チェルケス共和国、 スタヴロポリ地方の南西部、 カバルダ・バルカル共和国、 北オセチア共和国などにまたがる地域。
- イングーシ共和国
- イングリア
- コミ共和国
- マリ・エル共和国（マリ人）
- サハ共和国
- タタールスタン共和国（タタール人）
- トゥヴァ共和国
- ウドムルト共和国
- クミク人